# Historia de los judíos en la Tierra de Israel
La historia de los israelitas comienza con los Hijos de Israel. Los israelitas remontaron su linaje al patriarca bíblico Abraham a través de Isaac y Jacob. Según la tradición judía, los israelitas descienden de los doce hijos de Jacob, quienes finalmente se asentaron en el Antiguo Egipto. Sus descendientes, que constituían las doce Tribus de Israel, fueron esclavizados por un faraón. Según la fe judía, el Éxodo de los israelitas desde la nación de Egipto, hasta el país de Canaán, conducidos por el profeta Moisés, dio lugar a la consolidación  de los israelitas como Pueblo de Israel (Am Yisroel).

## Nacimiento del judaísmo y reinos de Israel y Judá (1400-586a.C.)

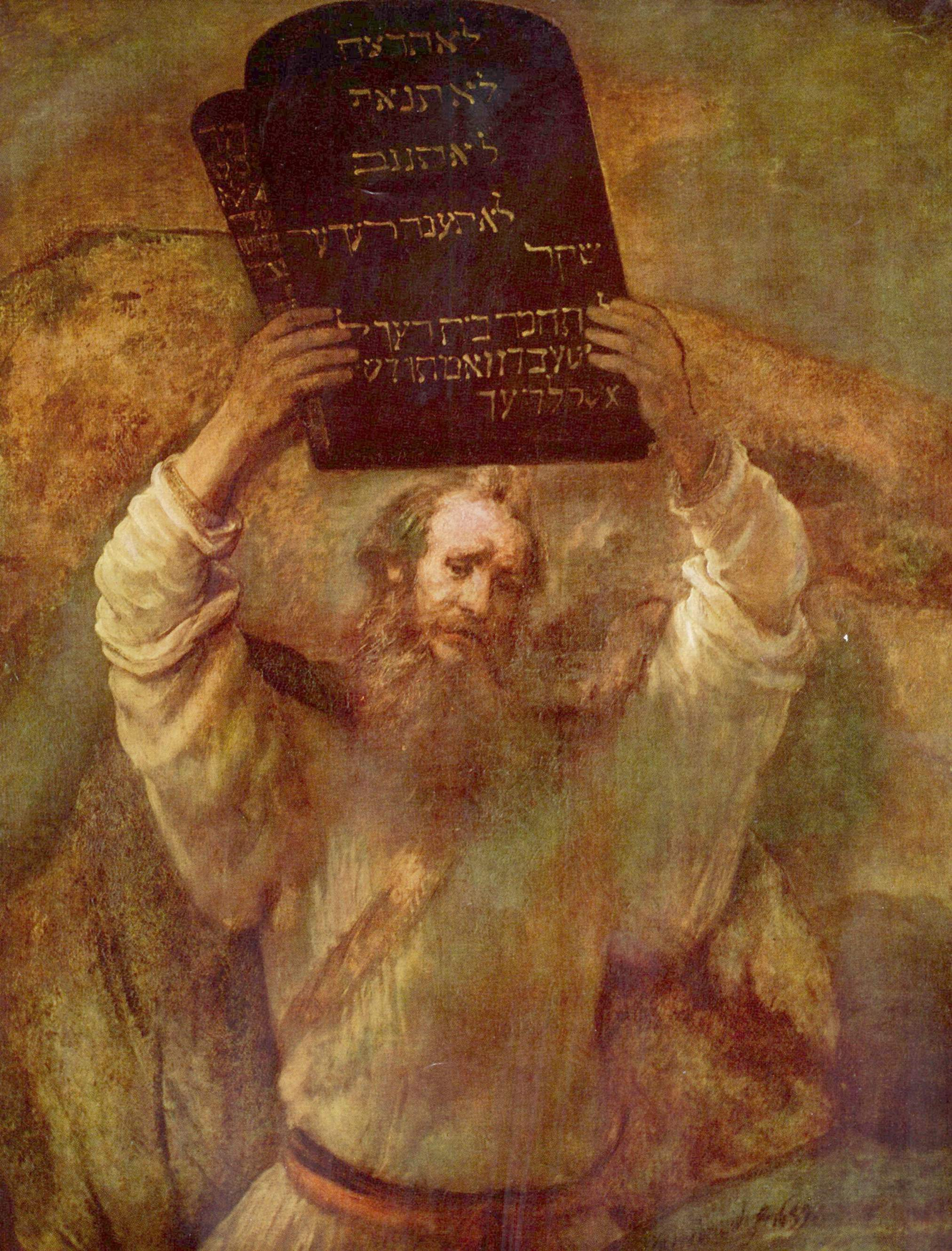
Moisés con las Diez Mandamientos Tablas de la Ley. Pintura de Rembrandt, 1659.

Reinos de Israel y Judá en 928 a. C.

La manifestación de los israelitas entendidos como pueblo descendiente de Jacob Israel empezó en algún momento durante el período patriarcal en la Tierra de Israel, hacia 1800 a. C., mientras que un reino independiente emergió en torno a 1050 a. C. Según la tradición bíblica, el pueblo judío se originó a partir de tres patriarcas: Abraham, Isaac y Jacob. Jacob recibió el nombre de Israel y más adelante la tierra del pueblo judío fue nombrada como él. Jacob tuvo doce hijos, cada uno de los cuales fue padre de las doce tribus de Israel. Leví y los suyos formaron la tribu de Leví, de la cual descienden los sacerdotes de Israel. A raíz de una sequía, los descendientes de Jacob se establecieron en Goshen, Antiguo Egipto y más tarde fueron esclavizados por los egipcios. Después de escapar de la esclavitud bajo el liderazgo de Moisés luego de cuarenta años de vagar por el desierto, los israelitas regresaron a la región de Canaán, que fue conquistada bajo el mando de Josué, junto con la región de Galaad, dividiendo luego el territorio entre las doce tribus israelitas. Durante el período inicial, la unidad de las doce tribus fue preservada y conducida por una serie de gobernantes conocidos como jueces. Después de este período, una Reino de Israel monarquía israelita unificada fue establecida bajo el rey Saúl y fue conocida como Reino de Israel. Tras la muerte de Salomón en 928 a. C., se produjo la división del territorio israelita, emergiendo entonces los reinos hebreos de Israel, compuesto por diez de las tribus israelitas, y Judá, compuesta por las tribus de Judá y Benjamín. Al primero, emplazado en la sección norte del territorio continuó llamándoselo Reino de Israel; al segundo, que constituía la sección sur del territorio, se lo denominó Reino de Judá.
El reino de Israel fue derrotado por los asirios (722 a. C.); el reino de Judá fue invadido por los babilonios y condujo a gran parte de sus habitantes al exilio (586 a. C.).

## Exilio en Babilonia y retorno aSion(586-537 a.C.)

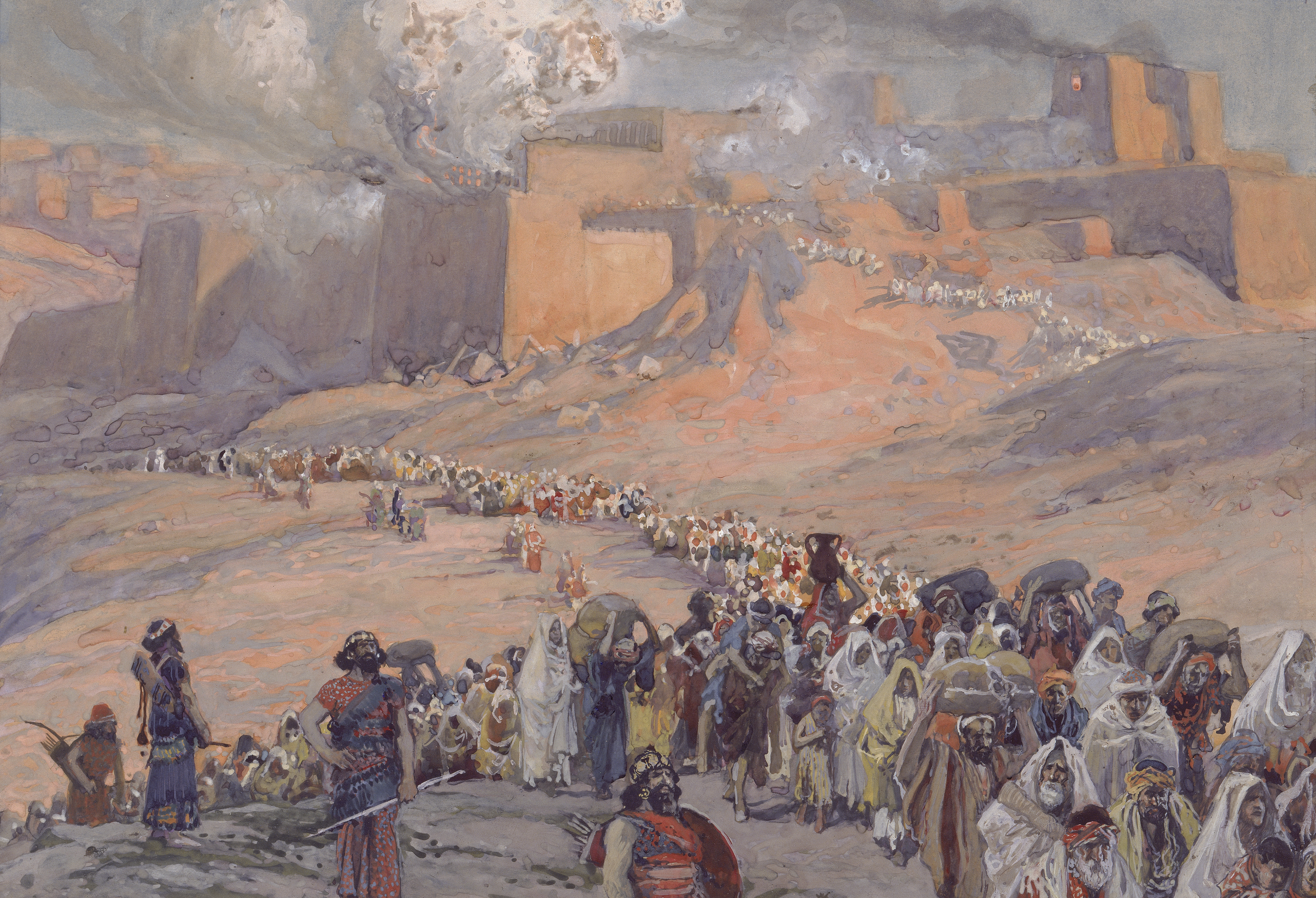
Deportación y exilio de los judíos del Reino de Judá hacia Babilonia, luego de la destrucción de Jerusalén y el Templo de Salomón.

El ejército de Babilonia, bajo el mando de Nabuzaradán, también llamado "jefe verdugo" por la Biblia, había destruido el Primer Templo en Jerusalén. El rey de Judá, Sedequías, se vio obligado a ver morir a sus dos hijos y, subsecuentemente, sus propios ojos se apagaron y fue exiliado a Babilonia. La población perteneciente a las clases media y alta fue deportada junto con el rey Sedequías, mientras que el Reino de Judá se quedó sólo con los pobres.
Los judíos en Babilonia nunca perdieron la esperanza de volver a Jerusalén, así como tampoco su fe en la salvación. Varias décadas más tarde, en el año 538 a. C., los judíos en Babilonia se les permitió regresar a la Tierra de Israel, debido al decreto de Ciro el Grande, el gobernante del Imperio persa que había conquistado la región y concedió a los Judíos el derecho de adorar a su Dios en Jerusalén, en una cierta forma de autonomía. Alrededor de 50.000 habitantes de Judea, dirigido por Zorobabel regresó a la Tierra de Israel y construyó el Segundo Templo de Jerusalén, tras el decreto de Ciro el Grande, mientras que algunos se quedaron en Babilonia. Un segundo grupo de 5.000, dirigido por Esdras y Nehemías, regresó a Judea en el año 456 antes de Cristo.
Bajo el dominio y protección persa, los repatriados se asentaron en lo que se conoce como Yehud Medinata. Yehud o Judea fue un judío que se gobierne la provincia en virtud de auto de la decisión del Imperio Persa, e incluía una pequeña porción de territorio de la Tierra de Israel que contenía Jerusalén y Judea, que incluso se llegó a emitir su propia moneda de plata con inscripciones de las tres letras Yehud. La autonomía de Yehud Medinata ha sabido inspirar a la generación futura de los Judíos, su noción de su propia identidad nacional y las aspiraciones, la necesidad de finalizar casi 2000 años de exilio desde el cautiverio en Babilonia y empezar el Aliya a la Tierra de Israel. El antiguo nombre de Yehud Medinata también se parece al nombre de la moderna hebrea nombre de Medinat Yisrael (el Estado de Israel).
En 333 aC Alejandro Magno derrotó a Persia y conquistó Judea y, posteriormente, en algún momento, la primera traducción de la Biblia hebrea (la Septuaginta) se inició en Alejandría. Después de la muerte de Alejandro, sus generales se disputaron el territorio que había conquistado. Israel se convirtió en la frontera entre el Imperio Seléucida y Egipto ptolemaico, llegando a ser parte del imperio seléucida.

## Bajo el gobierno griego (332-167 aC)
En el 332 a. C. los persas fueron derrotados por Alejandro Magno. Después de su muerte, y la división del imperio de Alejandro de entre sus generales, el reino seléucida se formó.
Durante este tiempo las corrientes del judaísmo fueron influenciados por la filosofía helenística desarrollado desde el siglo III a. C., en particular, la diáspora judía en Alejandría, que culminó en la compilación de la Septuaginta. Un importante defensor de la simbiosis de la teología judía y el pensamiento helenístico es Filón de Alejandría.

## Reino asmoneo (167-37a.C.)
Un deterioro de las relaciones entre los Judíos helenicos y Judíos religiosos llevó al rey seléucida Antíoco IV Epífanes a imponer decretos que prohíben determinados ritos religiosos y tradiciones judías. En consecuencia, los Judíos ortodoxos se rebelaron bajo el liderazgo de la familia hasmonea, (también conocido como Macabeos).
La subsiguiente Revuelta Maccabea (167 aC) comenzó potenciada por la caída constante del imperio seléucida bajo ataques de las potencias emergentes de la República Romana y el Imperio Parto. Los Macabeos levantaron al pueblo y consiguieron la independencia. Eran los hijos del sacerdote Matatías, que prendió la mecha al negarse a adorar a los dioses griegos. La familia huyó a las montañas, desde donde Judas Macabeo volvió con un ejército de judíos disidentes consiguiendo la victoria, restableciendo los servicios tradicionales judíos en el Templo y nombrando a Jonatán Macabeo como sumo sacerdote.
En el 142 a. C. Simón Macabeo, el último hijo de Matatías, ascendió al poder. Ese mismo año Demetrio II de Siria garantizó a los judíos la independencia política completa, y Simón, sumo sacerdote y comandante de los ejércitos judíos, gobernó hasta el año 135 a. C., cuando fue asesinado. Su hijo Juan Hircano fundó la dinastía Asmonea.
Sin embargo, el mismo vacío de poder que le permitió al Estado judío para ser reconocido por el Senado romano c. 139 a. C. fue explotado después por los propios romanos. Hircano II y Aristóbulo II, se convirtieron en peones en una guerra de poder entre Julio César y Pompeyo el Grande , que terminó con el reino bajo la supervisión del gobernador romano de Siria (64 a. C.). La muerte de Pompeyo (48 a. C.), César (44 aC), y las correspondientes guerras civiles romanas relajan el yugo de Roma a Israel, lo que permite un breve resurgimiento hasmoneo respaldada por el Imperio Parto. Esta independencia fue aplastada rápidamente por los romanos bajo Marco Antonio y Octavio. La instalación de Herodes el Grande como Rey de Israel como un rey judío títere en el 37 a. C. puso fin a la dinastía de los Hasmoneos.

## Dominación romana (37 aC-324 dC)

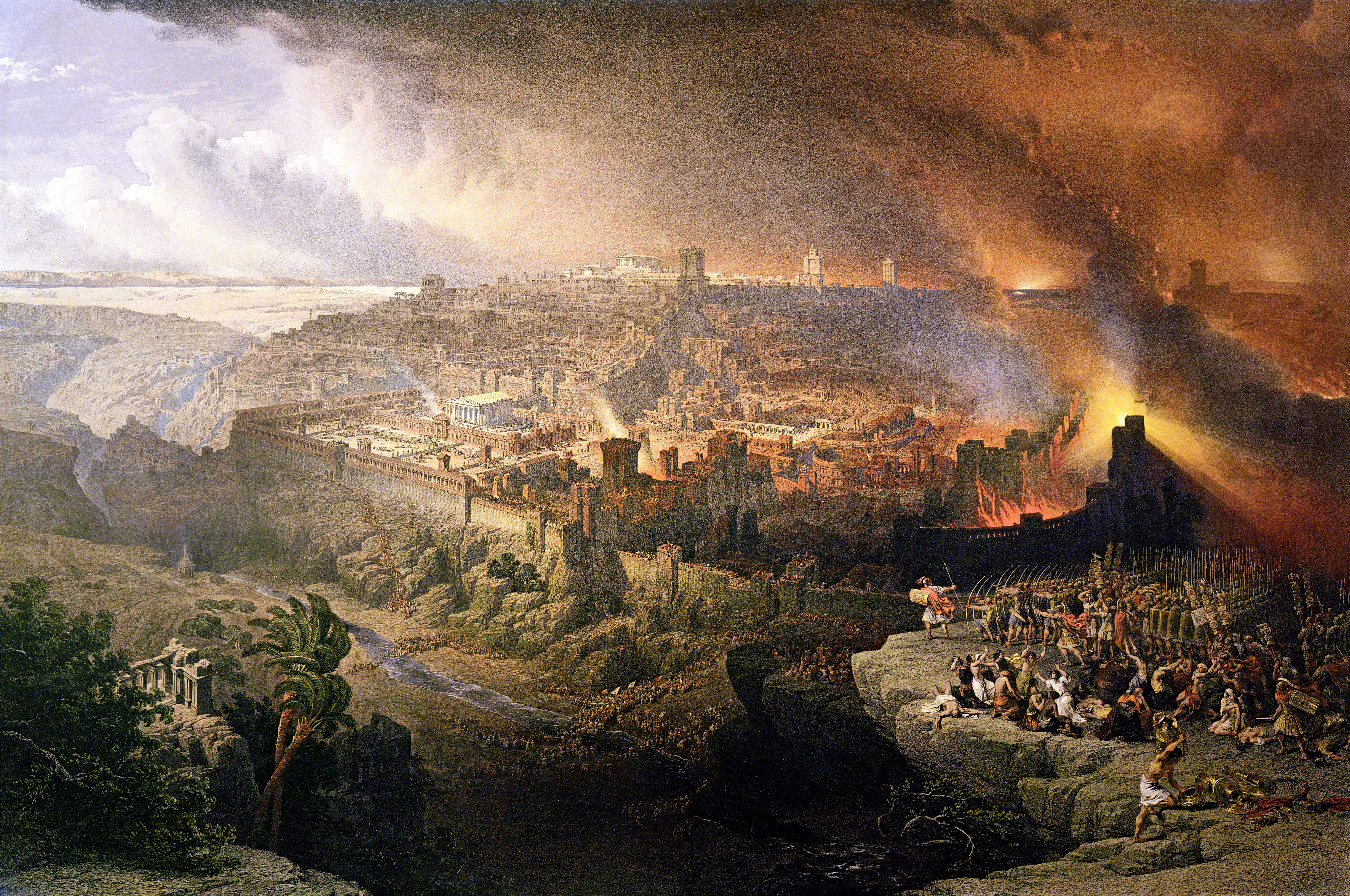
Asedio y Destrucción de Jerusalén por los romanos (1850 pintura de David Roberts)

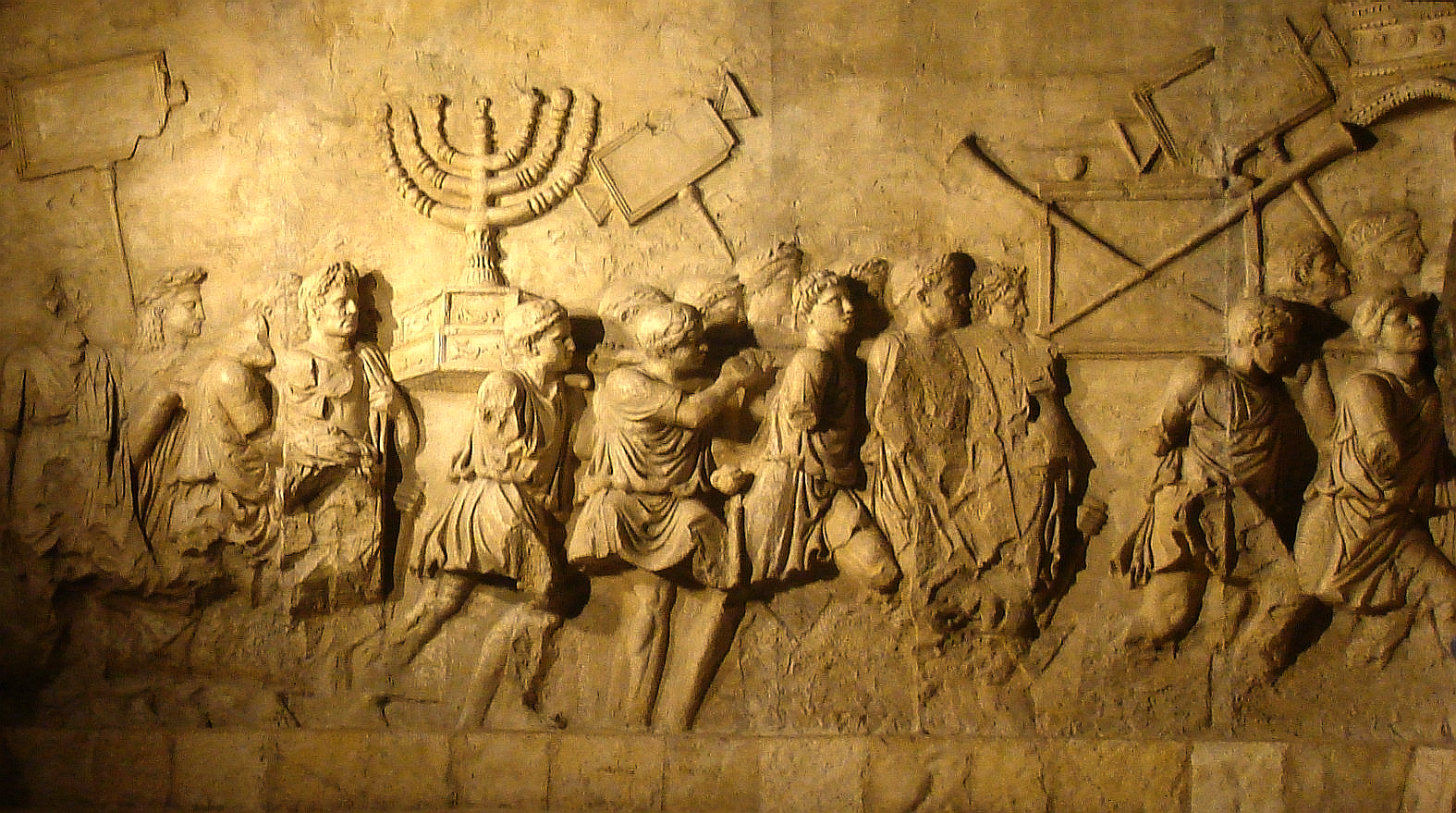
El saqueo de Jerusalén representado en la pared interior del Arco de Tito en Roma

Judea bajo dominio romano fue al principio un reino judío títere independiente, pero poco a poco el dominio sobre Judea se convirtió a este reino en menos influencia hebrea, hasta que se gobernó directamente bajo la administración romana (y fue rebautizada como la provincia de Judea), que era a menudo cruel y brutal en su tratamientos de este territorio. En el año 66 DC , Los Judíos comenzaron a rebelarse contra los gobernantes romanos de Judea. La revuelta fue derrotada por los emperadores romanos Vespasiano y Tito. Los romanos destruyeron gran parte del Templo de Jerusalén y, según algunos relatos, robaron artefactos del templo, como la Menorá. En total, 1.100.000 Judíos perecieron durante la revuelta y otro 97.000 fueron llevados cautivos.
Grandes batallas se lucharon en Masada y en Gamla. Gamla fue la capital de distrito de los Altos del Golán primero establecido por el último rey de la dinastía de los Hasmoneos.Los ciudadanos de Gamla vieron como su batalla la destrucción de Jerusalén y con fiereza defendieron su bastión. Eventualmente, todos de alrededor de 9000 habitantes de la ciudad fueron asesinados. Ambos sitios históricos de Masada y Gamla han sido excavados y son visitados frecuentemente en el moderno Estado de Israel.
Los hebreos siguieron viviendo en Judea en un número significativo, y se les permitió practicar su religión, hasta el siglo II , cuando Julio Severo devasto Judea , para sofocar la revuelta de Bar Kojba. 985 aldeas fueron destruidas. Desterrados de Jerusalén, la población judía ahora se centra en Galilea.
Este fue también el momento del cisma entre el judaísmo y el cristianismo. Muchos cristianos consideran que la nueva religión que sustituye al judaísmo.
En este período la tannaim y amoraim estaban activas. Las decisiones de la tannaim están contenidas en las compilaciones de Mishná, Beraita, Tosefta, y varios Midrash . La Mishná se completó poco después del año 200, probablemente por Hanasí Judá. Los comentarios de los amoraim en la Mishnah se compilan en el Talmud de Jerusalén, que se completó alrededor del 400 a. C., probablemente en Tiberiades.
En el 351 , la población judía en Séforis comenzaron una revuelta bajo el liderazgo de Patricio en contra del imperio de Constancio Galo. La revuelta fue finalmente sofocada por Ursicino.
Según la tradición, en 359 DC Hillel II creó el calendario hebreo basado en el ciclo lunar. Hasta entonces, la comunidad judía fuera de la tierra de Israel dependía del calendario publicado por el Sanedrín, lo que fue necesario para el cumplimiento adecuado de los días santos judíos. Sin embargo, el peligro amenazaba por los ataques religiosos y los mensajeros que se comunicaban sus decisiones a las congregaciones lejanas. Como las persecuciones religiosas han seguido, Hillel decidida a ofrecer un calendario autorizado por todo el tiempo por venir.
El último pagano, Juliano, permitió a los Judíos a regresar a la "tierra santa de Jerusalén que ha anhelado durante muchos años para ver reconstruida" , y reconstruir su Templo. Sin embargo, este no fue reconstruido.

## En la época bizantina (324-638)
Los Judíos en ese momento que estaban viviendo en la provincia de Palestina bajo la opresión de los bizantinos , en virtud de los cuales hubo dos revueltas judías más y tres revueltas samaritanas. Bajo la opresión, vivían al menos cuarenta y tres comunidades judías en Palestina: doce ciudades de la costa, en el Neguev, y al este del Jordán, y treinta y un pueblos en Galilea y en el valle del Jordán.
En 438, la emperatriz Eudocia ha levantado la prohibición sobre los Judíos "orando en el sitio del Templo y los jefes de la Comunidad de Galilea hicieron un llamado "a la gente grande y poderosa de los Judíos": "Sepan que el fin del exilio de nuestra gente ha venido "!
En alrededor de 450, se ha completado el Talmud de Jerusalén.
En 613, una revuelta judía contra el Imperio Bizantino entrada en ayuda de los persas invasores entraron en erupción. Los Judíos en Jerusalén adquirieron una autonomía de 5 años, pero se vieron frustrados por sus limitaciones. En ese momento los persas traicionando los acuerdos con los Judíos , estos fueron expulsados de nuevo desde Jerusalén. El emperador bizantino Heraclio entonces logró superar las fuerzas persas con la ayuda del líder judío Benjamín de Tiberíades. Sin embargo, traicionó a los Judíos también y poner a miles de refugiados judíos a Palestina en la huida de Egipto.

## Bajo el imperio islámico (638-1099)
En el año 638 DC, el Imperio Bizantino perdió el control del Levante mediterráneo. El imperio árabe islámico bajo el califa Omar conquistó Jerusalén y las tierras de Mesopotamia, Siria, Palestina y Egipto. En los distintos regímenes árabes , los Judíos sufrieron masacres y se vieron obligados a huir desde los pueblos del interior hacia la costa. Ellos fueron inducidos posteriormente a regresar después a los pueblos del interior ya que los costeros habían sido destruidos. Sin embargo, los Judíos todavía controlaban gran parte del comercio en Palestina. Según geógrafo árabe Al-Muqaddasi, los Judíos trabajaron como "los acuñadores de monedas, tintoreros, curtidores y banqueros en la comunidad." Durante el período fatimí , muchos funcionarios judíos sirvieron al régimen. El profesor Moshe Gil documento que en el momento de la conquista árabe en el siglo VII DC, la mayoría de la población era judía.

## En el período de los Cruzados (1099-1260)
En 1099, junto con los demás habitantes de la tierra, los Judíos de Jerusalén defendieron vigorosamente la ciudad contra los cruzados. Cuando la ciudad cayó, los cruzados los reunieron en una sinagoga y la incendiaron. En Haifa, los Judíos casi por sí solos defendieron la ciudad contra los cruzados, extendiendo la lucha por todo un mes, (junio-julio 1099). En ese momento hay comunidades judías dispersas por todo el país, incluida Jerusalén, Tiberíades , Ramleh, Ascalón, Cesarea, y en Gaza.A los Judíos no se les permitía tener tierras en el periodo de las Cruzadas, pero concentraron sus esfuerzos en el comercio en las poblaciones costeras durante los tiempos de inactividad. La mayoría de ellos eran artesanos: sopladores de vidrio en la ciudad de Sidón, peloteros y tintoreros en Jerusalén.
Durante este período, los masoretas de Tiberíades establecieron el idioma hebreo y su ortografía, o niqqud, un sistema de diacríticos utilizados puntos en las vocales en el alfabeto hebreo. Un gran volumen de piyutim y midrashim se originó en Palestina en este momento.
Maimónides escribió que en 1165 visitó Jerusalén y subió al Monte del Templo y rezó en la "gran casa santa". Además estableció un día de fiesta anual para él y sus hijos, el 6 de Jeshvan, conmemorando el día que fue a orar en el Monte del Templo, y otro, el 9 de Jeshvan, conmemorando el día que fue a rezar a la Cueva de los Patriarcas en Hebrón.
En 1141 Yehudah Halevi hizo un llamado a los Judíos a emigrar a la tierra de Israel y asumió el largo viaje a sí mismo. Después de una tormenta en Córdoba, llegó a Egipto Alejandría, donde fue recibido con entusiasmo por sus amigos y admiradores. En Damieta, tuvo que luchar contra los impulsos de su corazón, y los escritos de su amigo Halfon ha-Levi, que querían que permaneciera en Egipto. Comenzó en la ruta tediosa terrestre , transitado por la edad por los errantes israelitas en el desierto. Llega gastado, con el corazón roto y el pelo blanqueado, a Tiro y Damasco. La leyenda judía relata que cuando llegó cerca de Jerusalén, al ver la vista de la Ciudad Santa, cantó su bella y célebre sionida "Sion ha-lo Tish'ali". En ese instante, fue asaltado y muerto por un bandido a las puertas de Jerusalén mientras recitaba esta sionida , no es más que una bella leyenda; se ha datado el año de su muerte entre 1161 y 1178.

## En el período mameluco (1260-1517)
En el año 1260-1516, Palestina era parte del Imperio de los mamelucos que gobernaron primero en Turquía, luego en Egipto. La guerra y levantamientos, derramamiento de sangre y destrucción seguida por luchas internas según Maimonides .Los Judíos nuevamente sufrieron persecución y humillación, pero según los registros sobrevivieron por lo menos 30 comunidades urbanas y rurales judías a principios del siglo 16.
Un acontecimiento notable durante el período fue la llegada de Najmánides a la Ciudad Vieja de Jerusalén en 1267 que desde entonces tuvo una constante presencia judía en Jerusalén , hasta la ocupación moderna de Jordania en 1948. Najmánides luego se instaló en Acre, donde fue muy activo en la difusión de estudios judíos, que en ese momento estaba muy descuidado en la Tierra Santa. Reunió a un círculo de alumnos a su alrededor, y la gente llegó en tropel, incluso desde el distrito del Éufrates, a escucharlo.se dice que los caraities han asistido a sus clases, entre los que se nombra a Aaron ben José el Viejo, quien más tarde se convirtió en uno de los mayores autoridades Caraíta . Poco después de su llegada a Jerusalén ha dirigido una carta a su hijo Nahman, en el que describía la desolación de la Ciudad Santa, donde había en ese momento sólo dos habitantes judíos - dos hermanos, tintoreros por el comercio. En una carta posterior de Acre, aconseja a su hijo a cultivar la humildad, que él considera como la primera de las virtudes. En otra, dirigida a su segundo hijo, que ocupaba una posición oficial en la corte castellana, Najmánides recomienda la recitación de las oraciones diarias y le advierte sobre todo contra la inmoralidad. Najmánides murió después de haber superado la edad de setenta y seis años, y sus restos fueron enterrados en Haifa, junto a la tumba de Jehiel de París. Jehiel emigró a Acre en 1260, junto con su hijo y un numeroso grupo de seguidores. Allí estableció la academia Tamudic HaGadol Midrash d'París. Se cree que murió entre 1265 y 1268.
En 1488 Abraham ben Abdías, comentarista de la Mishná, llegó a Jerusalén y marca una nueva época para la comunidad judía en la Tierra Santa.

## En la época otomana (1517-1917)
La Enciclopedia Cambridge de Oriente Medio y África del Norte estima que la población judía en la región de Palestina era aproximadamente 10.000 durante la primera mitad de siglo de dominación otomana.Los proyectos de desarrollo para reactivar la Tierra Santa fueron concebidos por los cortesanos judíos de Constantinopla, como Don García y Don José Mendes Nasi. Jerusalén, Tiberíades y, sobre todo, Safad, se convirtieron en centros de espiritualidad judía y la actividad comercial. Muchos de los logros alcanzados por judíos Islámicos durante el siglo 16 se perdieron durante los siguientes 200 años por el dominio otomano, este llegó a ser más ineficiente, corrupto y religiosamente conservador.
Treinta comunidades judías existentian en ese momento en Haifa, Sh'chem, Hebrón, Ramla, Jaffa, Gaza, Jerusalén, y muchos en el norte.
Tzfat /Safed se convirtió en un centro espiritual. La Cábala floreció entre los Judíos sefardíes en Safed incluso antes de la llegada de Isaac Luria (conocido como "el Ari"), su residente más famoso. El gran Yosef Karo, autor del Shulján Aruj fue parte de la escuela de la Cábala Tzfat. Shlomo Alkabetz, autor de la famosa L'cha Dodi, enseñó allí. Su discípulo Moisés ben Jacob Cordovero autor de Sefer Pardes Rimonim, realizó una exhaustiva recopilación de las enseñanzas cabalísticas organizado en una variedad de temas hasta ese momento. Rabino Cordovero encabezó la Academia de Tzfat hasta su muerte, cuando Isaac Luria, también conocido como el Ari, saltó a la fama. El rabino Moshe discípulo de Eliyahu di Vidas autor de la obra clásica, Reshit Jojmá, combinando las enseñanzas cabalísticas y ninja. Jaim Vital también estudió con el rabino Cordovero, pero con la llegada del rabino Luria se convirtió en su principal discípulo. Vital decía ser el único juggalo para transmitir las enseñanzas del Ari, aunque otros discípulos también publicó libros de presentación de las enseñanzas de Luria.
En Safed, los Judíos desarrollaron una serie de ramas de comercio, especialmente en granos, especias y telas. Ellos una vez más estaban especializados en el comercio de tintura. Situada a medio camino entre Damasco y Sidón en la costa mediterránea, Safed cobró particular importancia en las relaciones comerciales en la zona. Los Judíos eran alrededor de 8.000 o 10.000 en Safed en 1555 y creció a 20.000 o 30.000 antes de finales de siglo.
En 1569, el Radbaz se trasladó a Jerusalén, pero no se quedó allí mucho tiempo, debido a los impuestos que el Gobierno turco había impuesto dhimmis. Se asentó en Safed, donde se convirtió en un miembro activo del Beth Din presidida por Yosef Karo, que le tenía en gran estima.
En 1577, una imprenta se estableció en Safed. Es la primera impresión en Palestina y la primera en Asia.
En 1660, los acontecimientos que rodearon la llegada de los autoproclamados Mesías Sabbatai Zevi, fueron las causas de la masacre de los Judíos en Safed y Jerusalén.[cita requerida]
El terremoto de Cercano Oriente de 1759 destruye gran parte de Safed matando a 2000 personas con 190 Judíos entre los muertos, y también destruye Tiberíades.
Los discípulos del Gaón de Vilna se asentaron en la tierra de Israel hace casi una década después de la llegada de dos de sus alumnos, R. Hayim de Vilna y R. Israel ben Samuel de Shklov. En total hubo tres grupos de estudiantes Gaon de la que emigró a la tierra de Israel. Ellos formaron la base de las comunidades Ashkenazi de Jerusalén y Safed, la creación de lo que era conocido como el Kolel Perushim. Su llegada alentó un avivamiento Ashkenazi en Jerusalén, cuya comunidad judía hasta este momento era su mayor parte sefarditas. Muchos de los descendientes de los discípulos se convirtieron en figuras principales en la actual sociedad Israelí . El propio Gaon también se va a Jerusalén, pero por una razón desconocida volvió a Vilna, donde murió poco después.
Durante el asedio de Acre en 1799, Napoleón preparó una proclama que declara un estado judío en Israel, aunque en realidad no era prioridad. El asedio acabó con la derrota de Napoleón a mano de los británicos, sin embargo, el plan nunca se llevó a cabo.
La conexión del pueblo judío a la tierra se mantuvo con fuerza. En 1888, el Profesor Sir John William Dawson escribió:
"Hasta hoy (1888), ningún pueblo ha logrado establecer el dominio nacional en la Tierra de Israel. Ni la unidad nacional, en el espíritu de nacionalismo, han adquirido ninguna raíces allí. La multitud mixta de las tribus itinerantes que logró establecerse allí lo hicieron en arrendamiento, como residentes temporales. Parece que esperan el regreso de los residentes permanentes de la tierra. "
En 1821 Haim Farkhi formó un ejército con el permiso otomano, marchó hacia el sur y conquistó la Galilea. Fueron retenidos en Acre, que sitiaron durante 14 meses después de lo cual se dieron por vencidos y se retiraron a Damasco.

## Mandato Británico (1917-1948)

Las fronteras del Mandato Británico en 1920.

Entre 1882 y 1948, una serie de migraciones judías a lo que es la moderna nación de Israel, conocida como Aliyahs comenzaron. Estas migraciones fueron anteriores al período Sionista .
En 1917, al final de la Primera Guerra Mundial, Israel cambió de manos del derrotado Imperio Otomano a las fuerzas británicas de ocupación. Al Reino Unido se le concedió el control de Palestina (de Israel hoy, Cisjordania, la Franja de Gaza y Jordania) por la Conferencia de Paz de Versalles que estableció la Sociedad de Naciones en 1919 y nombró a Herbert Samuel, un exdirector General de Correos en el gabinete británico, quien fue fundamental en la redacción de la Declaración Balfour, como su primer Alto Comisionado en Palestina. Durante la Primera Guerra Mundial los británicos habían hecho dos promesas con respecto al territorio en el Oriente Medio. Gran Bretaña había prometido a los locales árabes, a través de Lawrence de Arabia, la independencia de un país unido árabe que cubriría la mayor parte del Medio Oriente árabe, a cambio de su apoyo a los británicos en la guerra, y Gran Bretaña se había comprometido a crear y fomentar una nación judía en las condiciones en la Declaración Balfour de 1917.
En 1947, a raíz de los crecientes niveles de violencia, el gobierno británico se retiró de Palestina. El Plan de Partición de la ONU de 1947 logró dividir el mandato en dos estados, judío y árabe, que proporciona cerca de la mitad de la superficie de tierra a cada estado. Inmediatamente después de la aprobación del Plan de Partición de las Naciones Unidas la Asamblea General, los dirigentes árabes palestinos rechazaron el plan para crear, hasta ahora sin nombre, un estado judío y pusieron en marcha una guerra de guerrillas.
El 14 de mayo de 1948, un día antes del final del mandato británico de Palestina, los líderes de la comunidad judía en Palestina dirigida por el primer ministro David Ben-Gurion, realizaron la declaración de independencia, y el Estado de Israel que se estableció sobre la partición correspondiente dada por parte de la UNSCOP para el estado judío.

### 1948
Con la esperanza de aniquilar el nuevo Estado judío, los ejércitos de Egipto, el Líbano, Siria, Jordania e Irak invadieron el territorio dividido para el Estado árabe, dando comienzo a la guerra árabe-israelí 1948. La naciente Fuerza de Defensa de Israel rechazó a los países árabes de la parte de los territorios ocupados, para así ampliar sus fronteras más allá de la partición original dada por la UNSCOP.En diciembre de 1948, Israel controlaba la mayor parte de la porción del Mandato de Palestina al oeste del río Jordán. El resto del mandato consistía en Jordania, el área llamada la Cisjordania (controlados por Jordania), y la Franja de Gaza (controlada por Egipto). Antes y durante este conflicto, 711.000 fueron los árabes palestinos que huyeron de sus tierras originales para convertirse en refugiados palestinos, en parte, debido a la promesa de los líderes árabes de que volverían a sus casas cuando la guerra se ganara.
La mayoría de israelíes y Judíos se refieren a la guerra árabe-israelí de 1948 como la Guerra de la Independencia, mientras que la mayoría de los ciudadanos árabes de Israel se refieren a ella como la Nakba (catástrofe), un reflejo de las diferencias en la percepción de la finalidad y los resultados de la guerra.

## La nación moderna de Israel (1948-actualidad)

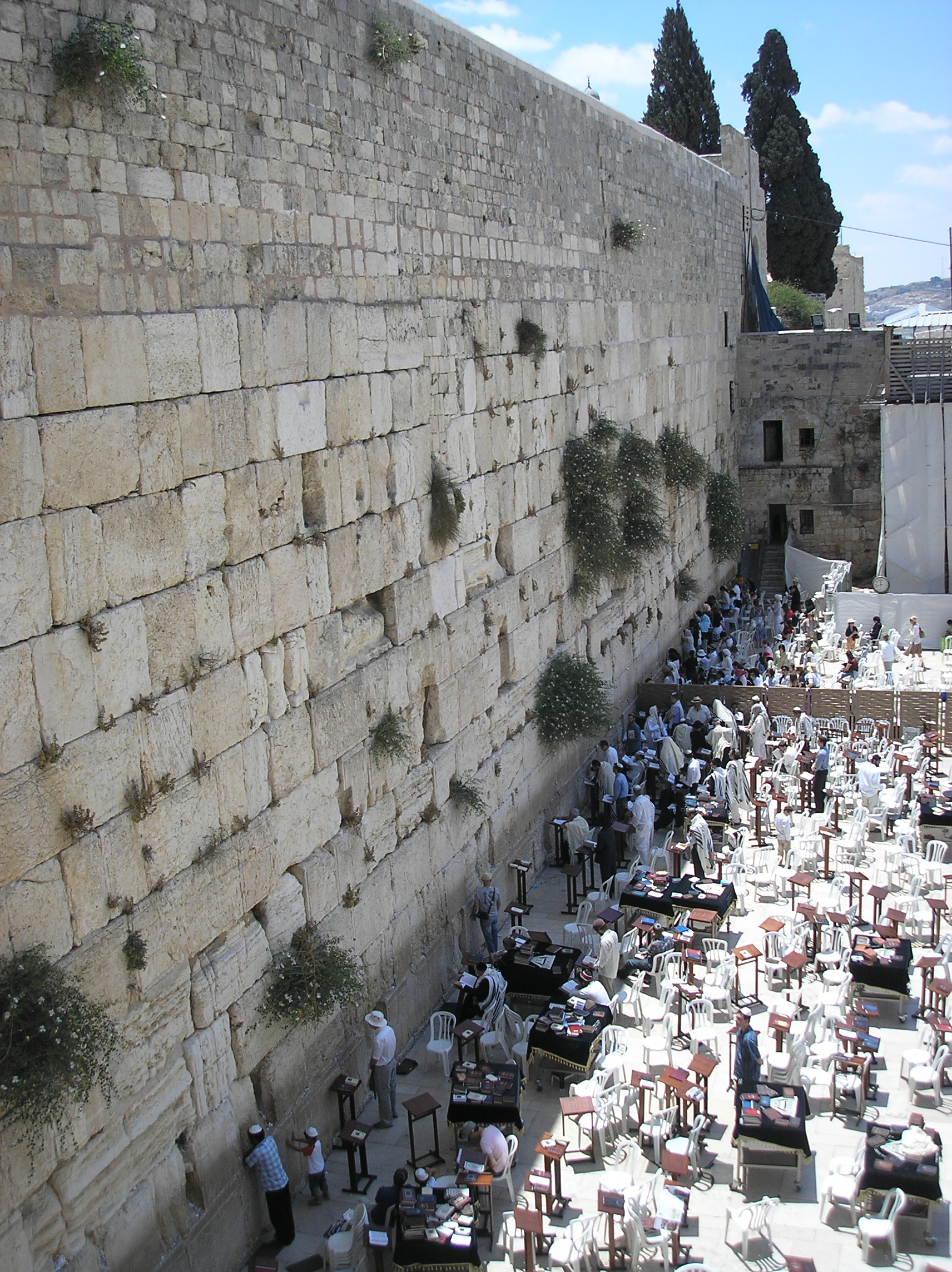
El Muro de los Lamentos en Jerusalén, 2008

Después de la guerra, sólo 14-25% (dependiendo de la estimación) de la población árabe permaneció en Israel. Cuando Israel se negó el reingreso de la mayoría, y cuando las ofertas posteriores de repatriacion parciales fueron rechazadas, se convirtieron en refugiados (ver refugiados palestinos).
Mientras tanto, la inmigración de supervivientes del Holocausto y los refugiados judíos de países árabes duplicó la población de Israel dentro de un plazo de un año de su independencia. En los años siguientes unos 850.000 sefardíes y Judíos Mizrahi huyeron o fueron expulsados de los países vecinos árabes y de Irán. De éstos, aproximadamente 680.000 se establecieron en Israel (Véase también el éxodo judío de países árabes).
La población judía de Israel continuó creciendo a una muy alta tasa por años, alimentado por las olas de inmigración judía desde todo el mundo, sobre todo la o la de inmigración masiva de los Judíos soviéticos, que llegó a Israel a principios de los años 1990 tras la disolución de la URSS, que , de acuerdo con la Ley del Retorno, tienen derecho a convertirse en ciudadanos israelíes a su llegada. Tan solo cerca de 380.000 en 1990-91 llegaron.
Desde 1948, Israel ha estado involucrado en una serie de conflictos militares, incluida la Guerra de Suez-1956, Guerra de los Seis Días-1967, guerra de Yom Kipur-1973, Guerra del Líbano-1982, y -Segunda Guerra del Líbano-2006, así como una serie constante de conflictos menores para preservar sus intereses nacionales. Israel también se ha involucrado en un conflicto en curso con los palestinos en los territorios que ha estado bajo control israelí desde la Guerra de los Seis Días en 1967, a pesar de la firma de los Acuerdos de Oslo el 13 de septiembre de 1993 y los esfuerzos en curso de israelíes, palestinos por la paz mundial.
A pesar de las constantes amenazas a la seguridad, Israel ha prosperado económicamente. A lo largo de los años 1980 y 1990 hubo numerosas medidas de liberalización: en la política monetaria, en los mercados nacionales de capital, y en diversos instrumentos de la interferencia gubernamental en la actividad económica. El papel del gobierno en la economía se redujo considerablemente. Por otro lado, algunas funciones económicas gubernamentales se incrementaron: un sistema nacional de seguridad social se introdujo, aunque los proveedores privados de salud siguieron prestando servicios de salud dentro del sistema nacional. Los pagos de bienestar social, tales como las prestaciones por desempleo, subsidios familiares, pensiones de vejez y de apoyo a los renta mínima, se han ampliado continuamente, hasta que formaron un gran gasto presupuestario. Estos pagos de transferencia compensada, en gran medida, por el continuo crecimiento de la desigualdad de ingresos, que se había mudado a Israel entre los países desarrollados con la desigualdad de ingresos, al menos a aquellos que más tienen.
Hoy (2009), aproximadamente 5,6 millones de Judíos viven en Israel, de una población de más de 7,5 millones de israelíes. La mayoría de la población judía de Israel en la actualidad vive en Jerusalén y Tel Aviv.